# Jan Kryštof Handke
Jan Kryštof Handke (Janovice, 1694 – Olomouc, 1774) è stato un pittore ceco.

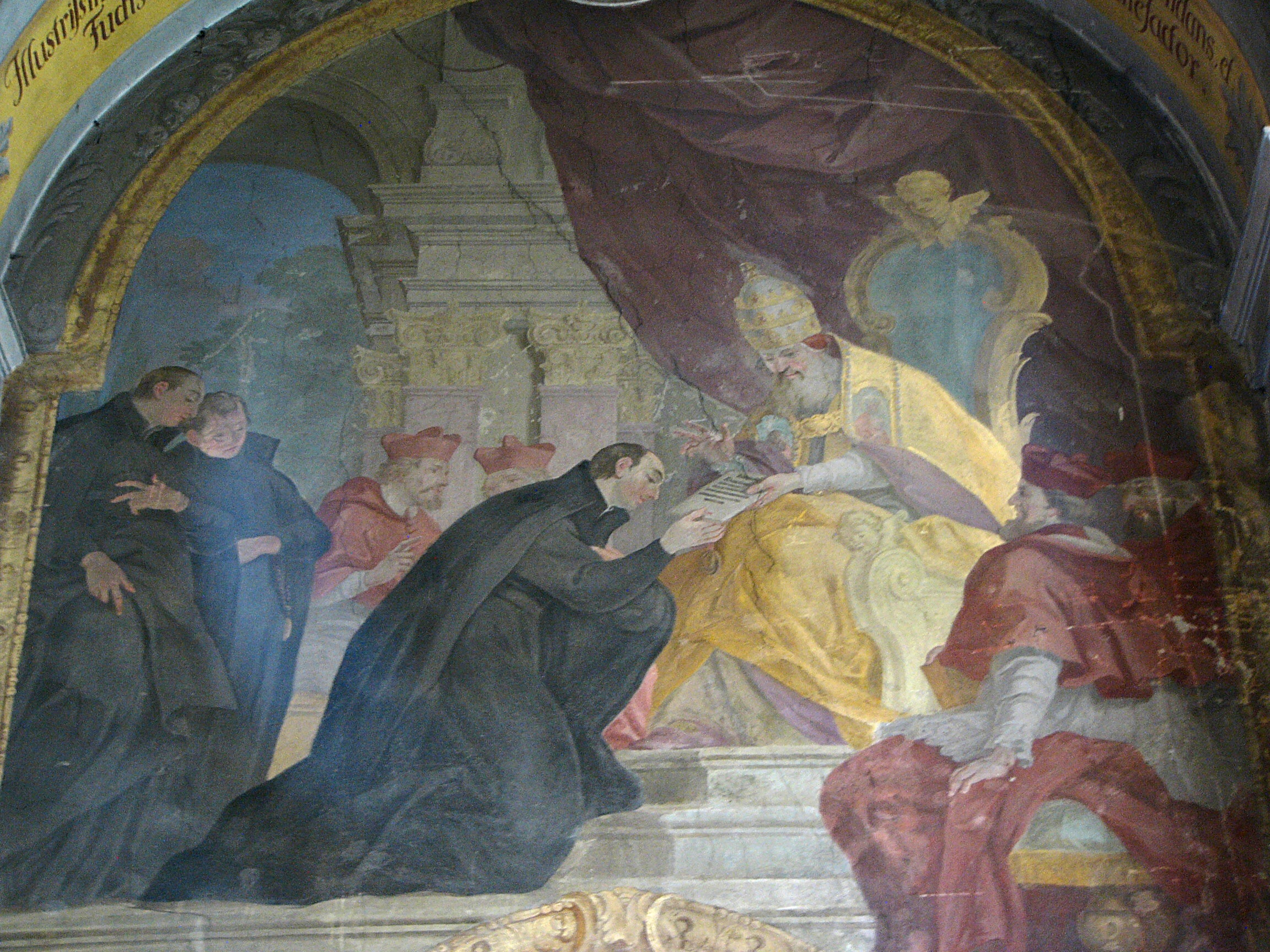

Attivo in Moravia, divenne celebre soprattutto per le sue pale d'altare.

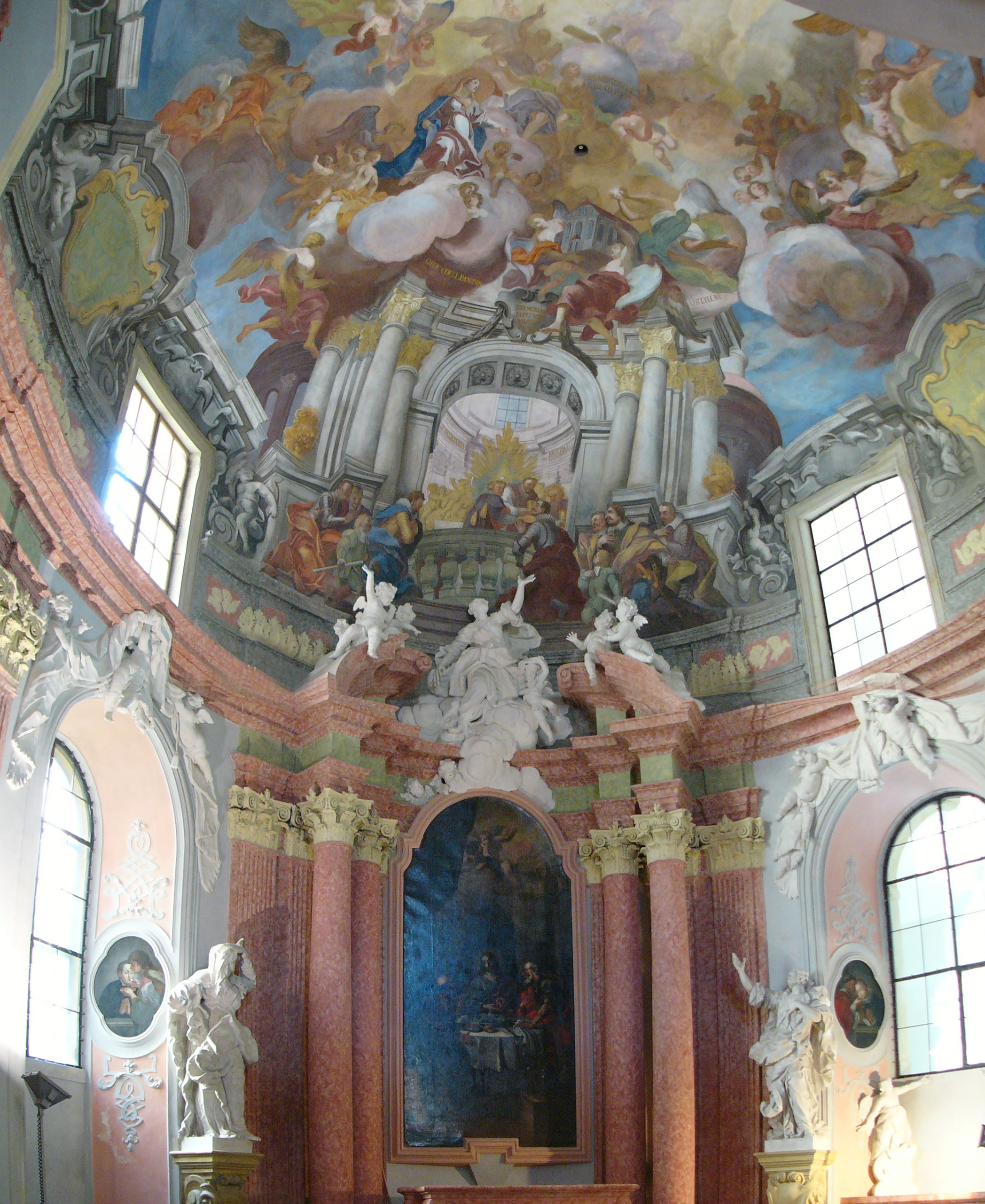